# Gaspar van Wittel
Gaspar van Wittel, właśc. Caspar Adriaans van Wittel, znany też jako Gaspare Vanvitelli lub Gasparo degli Occhiali (ur. 1653 w Amersfoort koło Utrechtu, zm. 13 września 1736 w Rzymie) – włoski malarz holenderskiego pochodzenia, znany przede wszystkim z wedut Rzymu.

## Życiorys

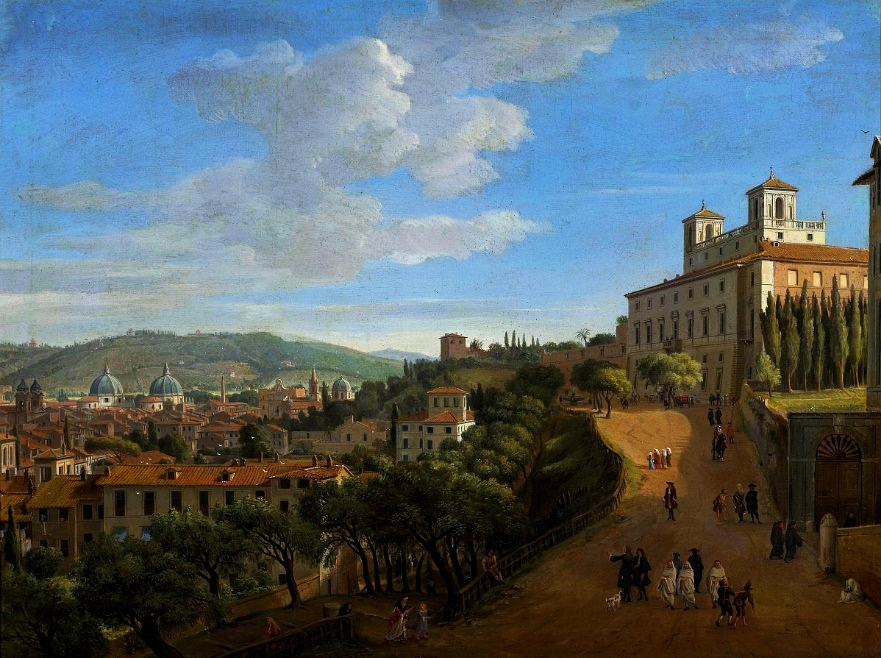
Widok Rzymu z Villa Medici, Muzeum Narodowe w Warszawie

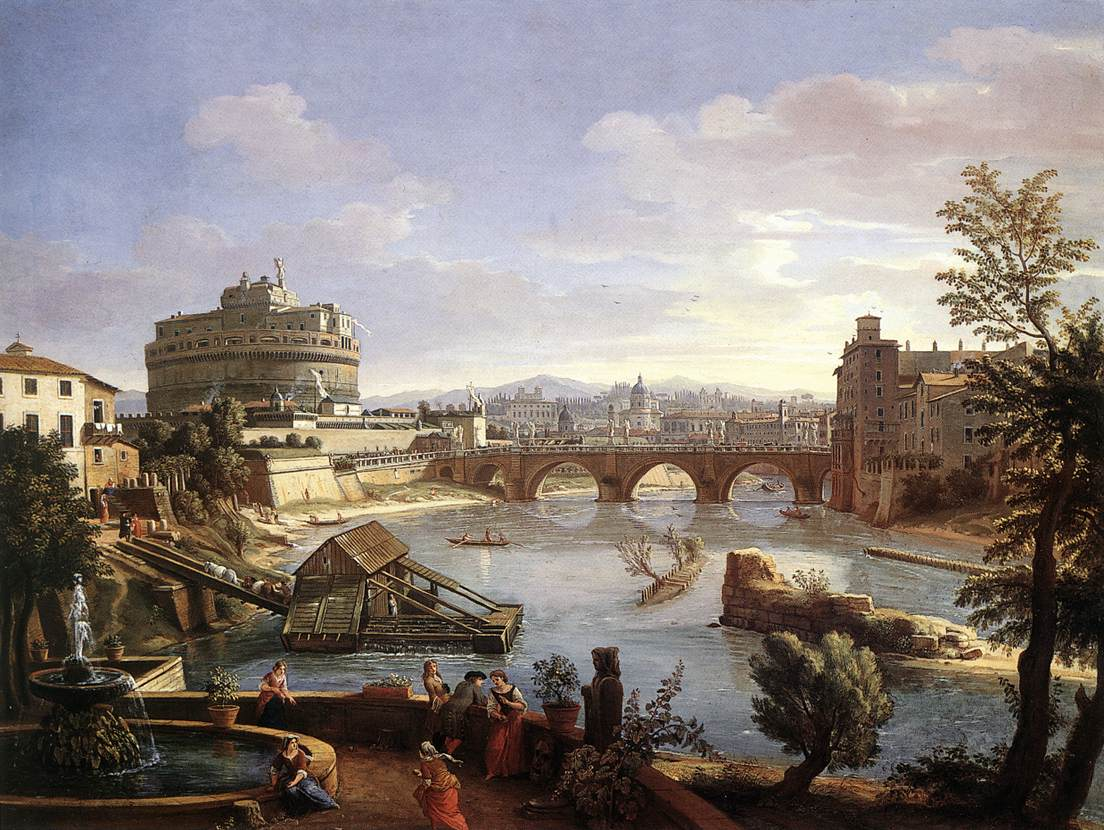
Zamek Świętego Anioła w Rzymie – widok od południa

Gaspar van Wittel uczył się malować w rodzinnym Amersfoort. Jego prace powstawały też w Hoorn, ale najbardziej znane namalował w Rzymie, do którego przyjechał z rodziną około 1675 roku. Ożenił się w tym mieście w 1697 roku i spędził tam większość życia. W latach 1694–1710 sporo podróżował po Włoszech i uwiecznił miejscowości takie jak: Florencja, Bolonia, Ferrara, Wenecja, Mediolan, Piacenza i Neapol.
Jego syn Luigi Vanvitelli został znanym architektem.